# Аугсбурзький імперський монетний статут (1559)

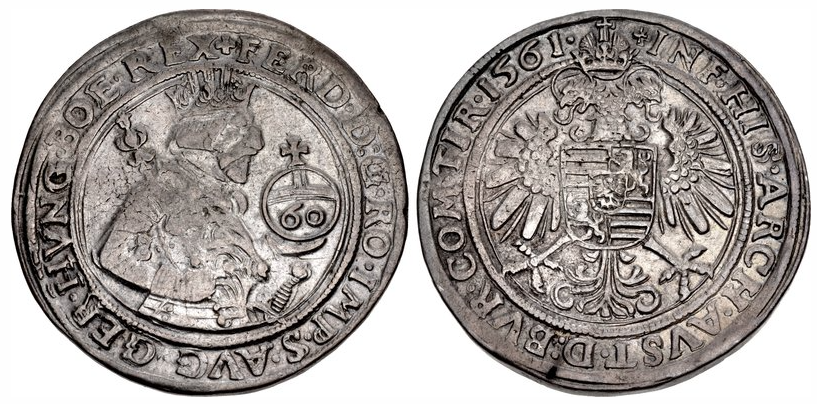
Рейхсгульдинер імператора Фердинанда I вартістю 60 крейцерів (1561). Круговий напис: FERD(inandus) D(ei) G(ratia) RO(manorum) IMP(erator) S(emper) AVG(ustus) Ger(maniae) HVNG(ariae) BO(h)E(miae) REX // INF (ans) HIS(paniarum) ARCH(idux) AVST(riae) D(ux) BVR(gundiae) COM(ites) TIR(olis) 1561.(Срібло; діаметр 39 мм; 24.47 г)

Аугсбурзький імперський монетний статут 1559 року — третій імперський монетний статут, розроблений за часів імператора Фердинанда I і затверджений на Аугсбурзькому рейхстазі. Після двох попередніх невдалих спроб, статут 1559 року з доповненнями від 1566 року нарешті затвердив єдину систему карбування монет у Священній Римській імперії, яка змогла успішно втілитись на практиці. Статут скасував однакову вартість золотих рейнських гульденів та срібних гульдинерів і запровадив імперський срібний гульдинер вартістю 60 крейцерів. Доповнення від 1566 року затвердили монету талер з невеликим зменшенням проби з 902,78 до 888,89 ‰ як імперську монету (рейхсталер) вартістю 68 крейцерів.

## Історія

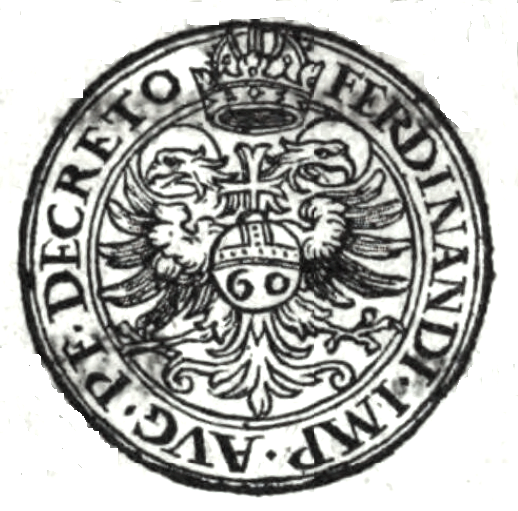
Вказівки щодо дизайну монети та напису імператор Фердинанд: FERDINANDI IMP(erator) AVG(usti) PF DECRETO. згідно монетного статуту 1559 року

З перших двох імперських монетних статутів, Есслінгенський статут 1524 року фактично призвів лише до впровадження кельнської марки (233,855 г) як основної імперської ваги для монет, але не зміг запровадити стійкий стандарт самих монет, тоді як Аугсбурзький статут 1551 року затвердив стандартною золотою імперською монетою рейнський гульден, а срібною гульдинер, але законодавчо встановив їх однакову вартість у 60 крейцерів. Це заважало широкому впровадженню монет такого типу, оскільки фактична вартість золота до срібла постійно змінювалась. Лише третій імперський порядок карбування монет імператора Фердинанда I, затверджений на Аугсбурзькому рейхстазі 19 серпня 1559 року скасував рівну вартість золотих гульденів та срібних гульдинерів і ввів рейхсгульдинер вартістю 60 крейцерів як новий найбільший номінал срібних імперських монет (див. таблицю нижче). За словами багаторічного директора Дрезденського монетного кабінету Пола Арнольда, «це означало, що у Верхній Німеччині була скасована різниця між карбованими гульденами в 72 крейцери та 60 крейцерів, які існували після Другого імперського монетного статуту».

### Сім типів монет, затверджених Імперським монетним статутом 1559 року

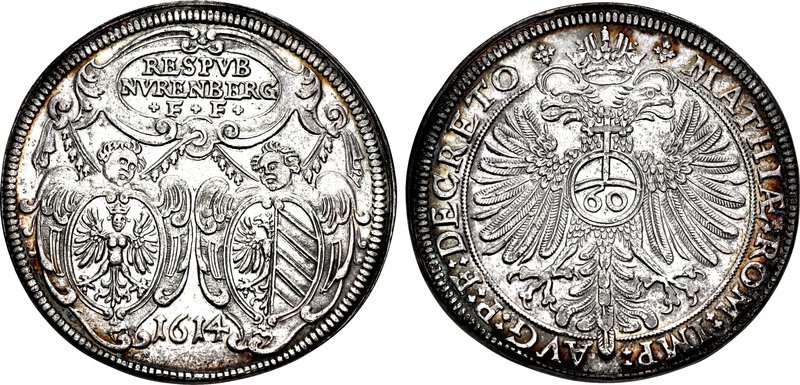
Місто Нюрнберг, рейхсгульдинер вартістю 60 крейцерів 1614 року з титулом імператора Матвія (MATHIӔ ROM(anorum) IMP(erator) AVG(ustus) PF DECRETO). (Срібло; діаметр 40 мм; 23,82 г)

(згідно Walther Haupt):
| Номінал монети                | Орієнтовна загальна вага (г) | Вага чистого срібла (г) | Проба (0/00) |
| ----------------------------- | ---------------------------- | ----------------------- | ------------ |
| Рейхсгульдинер = 60 крейцерів | 24,55 0                      | 22,53 0                 | 920,5 00     |
| Півгульдинера = 30 крейцерів  | 12,28 0                      | 11,3 00                 | 920,5 00     |
| 10 крейцерів                  | 4,09                         | 0 3,775                 | 920,5 00     |
| 5 крейцерів                   | 0 2,045                      | 0 1,886                 | 920,5 00     |
| 2 ½ крейцера                  | 1,88                         | 0,95                    | ,000         |
| 2 крейцери                    | 1,5 0                        | 0,75                    | ,000         |
| Крейцер                       | 0 0,958                      | 0 0,402                 | 418,888      |

### Дозволені інші типи монет
Статутом також були дозволені такі типи монет (додаткова інформація згідно Walther Haupt):
| Номінал монети                                    | Оцінка (кількість монет) за 1 рейхсгульдинер (60 крейцерів) |
| ------------------------------------------------- | ----------------------------------------------------------- |
| Рейхсгрош (рейхсгорошен)                          | 21                                                          |
| Вюрцбурзький, Вюртемберзький і Баденський шилінги | 28                                                          |
| Грішні шилінги чи шістдесятники                   | 48                                                          |
| Раппен                                            | 75                                                          |
| Граухлайн                                         | 84                                                          |

Крім золотого рейнського гульдена, новою імперською золотою монетою був затверджений золотий дукат вартістю в 104 крейцера.
Аугсбурзький імперський монетний статут 1559 року також вимагав від імперських держав мати стандартні зображення на аверсі та реверсі монет. На аверсі монет мав бути зображений двоголовий імперський орел з імперською кулею на грудях, а також вказано номінал монети в крейцерах і напис FERDINANDI IMP. AUGUSTI PF DECRETO. На реверсі мав бути зображений герб і ім'я, а також титул і статус монети або власник монетного двору. Однак сам імператор не дотримався своєї вказівки (порівняйте затверджений стандарт зображення з фактично карбованим рейхсгульденером вище).
Утім, фактично в новій системі монет переважав не рейхсгульдинер, а значно більш поширений рейхсталер, легалізований пізніше у 1566 році.

### Доповнення 1566 року: від гульдинера до рейхсталера

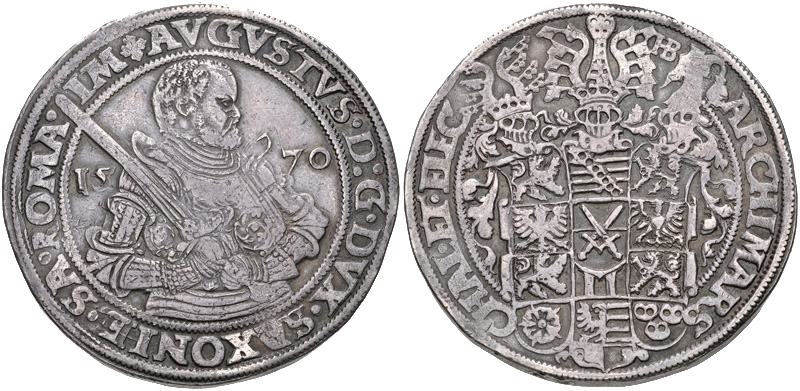
Гульденгрош Августа Саксонського (1570 р.), Дрезденський монетний двір, (срібло; діаметр 40 мм; 29.08 G)

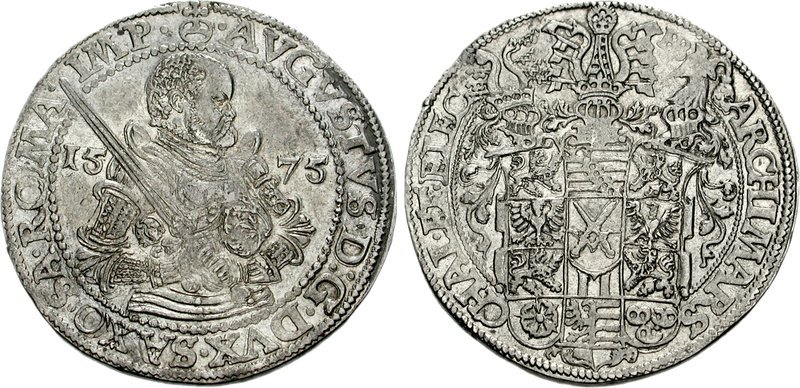
Рейхсталер Августа Саксонського (1575 р.) з маленькою імперською державою над головою курфюрста. Напис: AVGVSTVS D(ei) G(ratia) DVX SAXO(niae) SA(cri) ROMA(ni) IMP(erii) // ARCHIMARSCHAL(us) ET ELEC(tor).(срібло; діаметр 40 мм; 29.09 G)

Доповнення до Аугсбурзького монетного статуту 1559 року, затверджені  за імператора Максиміліана II (1564—1576) враховували домінуюче становище у державах Центральної та Нижньої Німеччини саксонських срібних гульдинерів типу талер. У 1566 році імператор затвердив монету талер з невеликим зменшенням проби з 902,78 до 888,89 ‰ як імперську монету (рейхсталер) вартістю 68 крейцерів. Тим не менш, курфюрст Саксонський Август все ще вагався щодо приєднання до Імперського монетного статуту та карбування рейхсталерів, які вже почав карбувати Максиміліан.
Однак, якби відбулася подальша затримка, курфюрсту Августу довелося б ризикувати, що важкі саксонські гульденери будуть прирівняні до легших рейхсталерів, затверджених імперським монетним статутом, оскільки новий стандарт швидко поширювався. Крім того, було встановлено жорсткий контроль для забезпечення дотримання правил Імперського монетного двору. 10 імперських округів, на які була поділена Священна Римська імперія, відповідали за контроль за дотриманням імперських правил карбування монет на їх території. З цією метою щороку відбувалося два пробаційних дні. Кожен монетний двір повинен був надіслати зразки монет кожного номіналу в спеціальних замкнених коробках (контейнерах), яку головний наглядач монетного двору передав 1 травня та 1 жовтня кожного року. В пробаційні дні відповідальний чиновник згідно з положенням про пробацію контролював, щоб вага і проба монет відповідали затвердженому імперському стандарту карбування.
Оскільки імператор Максиміліан II рішуче наказав суворо виконувати його імперський монетний статут, курфюрст Август більше не міг ухилятися від цього. Як імперський князь, він мав забезпечити виконання імперських правил карбування монет у Верхньосаксонському імперському окрузі. У 1571 році курфюрст Август і імперські держави Верхньосаксонського та Нижньосаксонського кола приєдналися до Аугсбурзького монетного статуту 1559 року.
Рейхсталер, випущений відповідно до стандарту Імперського монетного статуту, замінив рейхсгульдинери, введені в 1559 році, і на декілька століть став основною валютою в Священній Римській імперії. Він мав усі деномінації, позначені викарбованою на них імперською державою, що підтверджувало їх відповдність імперському статуту.

### Монети курфюрста Августа після приєднання до Імператорського монетного статуту в 1571 році
(Пауль Арнольд: за В. Швінковським)
| Номінал монети                | Вартість (в грошах) | Загальна вага (г) | Кількість монет з 1 кельнської марки срібла | Чисте срібло (г) | Кількість монет з 1 кельнської марки чистого срібла | Проба (0/00) |
| ----------------------------- | ------------------- | ----------------- | ------------------------------------------- | ---------------- | --------------------------------------------------- | ------------ |
| Рейхсталер                    | 24                  | 29.23             | 00 8                                        | 25,98            | 00 9 ,                                              | 888,89       |
| 1⁄2 рейхсталера               | 12                  | 14.62             | 0 16                                        | 12,99            | 0 18 ,                                              | 888,89       |
| 1⁄4 рейхсталера (орт)         | 0 6                 | 0 7,31            | 0 32                                        | 6.5              | 0 36 ,                                              | 888,89       |
| 1⁄8 рейхсталера (ахтельталер) | 0 3                 | 0 3,65            | 0 64                                        | 0 3,25           | 0 72 ,                                              | 888,89       |
| 1⁄24 рейхсталера (грош)       | 0 1                 | 0 2,15            | 109                                         | 0 1.07           | 218 ,                                               | ,00          |
| три пфеніга                   | 1⁄4                 | 0 0,85            | 274                                         | 0 0,27           | 0 876,8                                             | 312,5 0      |
| пфеніг                        | 1⁄12                | 0 0,34            | 682                                         | 0 0,09           | 2728 ,0                                             | ,00          |

Однак загалом проблеми з карбуванням монет, розмірами та вагою не могли бути повністю усунені за допомогою імперської монетної системи через слабкість імперської центральної влади порівняно з князями, які мали право карбувати монети.